# Sainte-Chapelle
Sainte-Chapelle (česky Svatá kaple) je dvoupatrová gotická kaple postavená v letech 1243–1248 na přání francouzského krále Ludvíka IX. jako jeho palácová kaple. Dnes se nachází uvnitř komplexu Justičního paláce na pařížském ostrově Île de la Cité. V roce 2007 byla s téměř 900 tisíci návštěvníky 13. nejnavštěvovanější památkou v Paříži.

## Historie
V srdci Paříže vyrostla v polovině 13. století nová dominanta. První písemná zmínka o úmyslu Ludvíka IX. postavit na vlastní náklady palácovou kapli, se nachází v listině papeže Inocence IV. z roku 1244, který tím vyjádřil svůj souhlas. Kaple byla vysvěcena 26. dubna 1248.
Sainte-Chapelle neboli capella vitrea (skleněná kaple) – termín z listiny ze 13. století, nahradila dřívější románskou kapli sv. Mikuláše (Saint-Nicolas) v areálu královského Paláce Cité. Nová kaple se stala spolu s katedrálou Notre-Dame určující dominantou ostrova na řece Seině.

Původním účelem kaple bylo přechovávání vzácných relikvií, především trnové koruny, kterou Ludvík IX. získal díky složité obchodní transakci. 

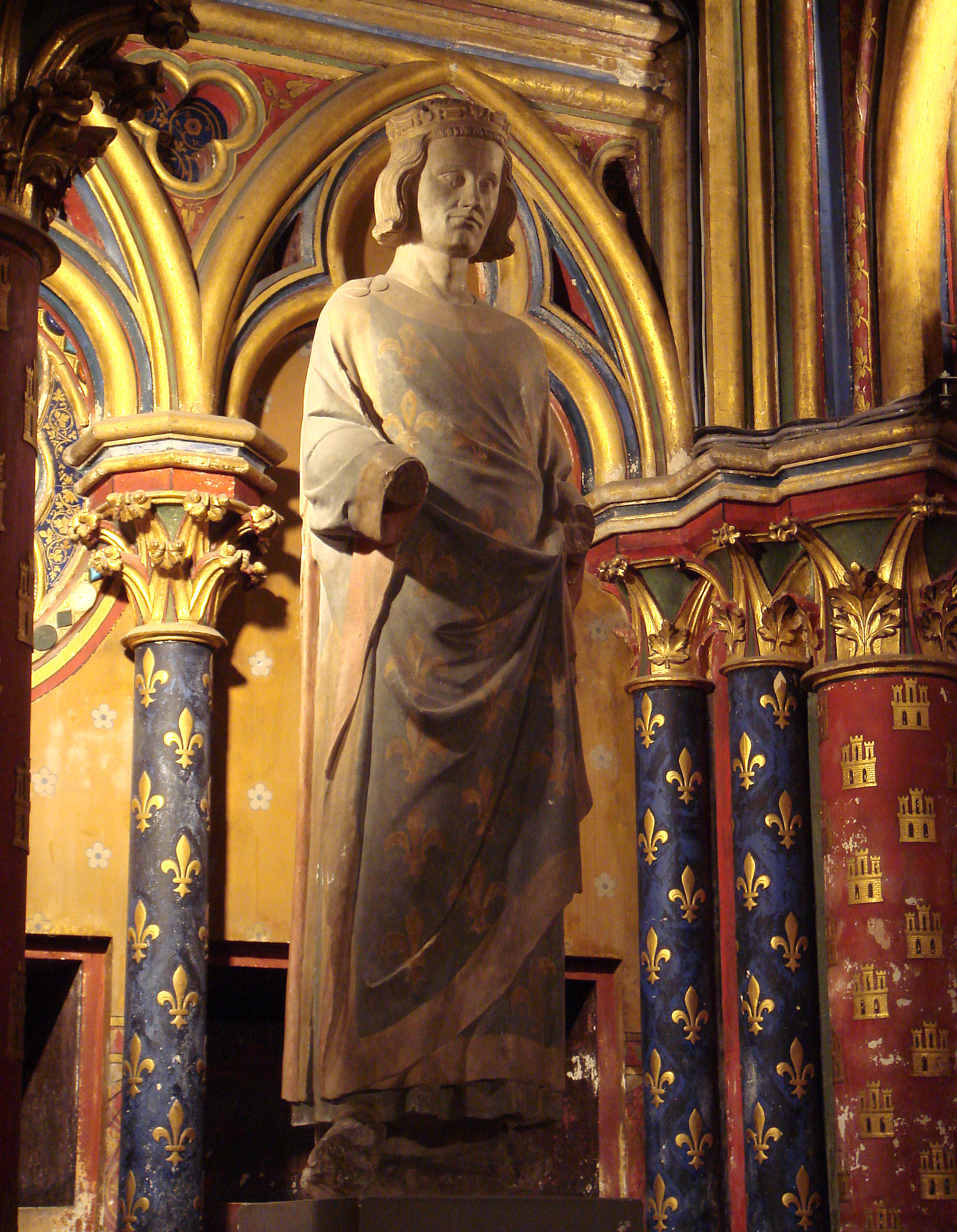
Socha Ludvíka IX.

 Trnová koruna patřila zchudlému latinskému císaři Balduinovi, který ji francouzskému panovníkovi nabídl. Poslové však po příjezdu do Konstantinopole zjistili, že vzácná relikvie se dostala zástavou do rukou benátského kupce. Ludvíkovi se podařilo korunu vykoupit, stálo jej to však nemalé jmění. Do Paříže byla přivezena roku 1241 a roku 1248 byla kaple v podobě relikviáře dokončena a vysvěcena. Podobné kaple vznikaly i v dalších královských palácích, například v Sait-Germain-en-Laye. Několika posvátnými trny z Kristovy mučednické koruny obdaroval Ludvík IX. i další mocné evropské vládce. Jedním z obdarovaných byl i český král Přemysl Otakar II., kterého dar inspiroval ke stavbě cisterciáckého kláštera na jihu Čech Sancta Corona (Zlatá koruna).
Když francouzští králové přestali sídlit na ostrově – od roku 1364 za vlády krále Karla V. Francouzského, ztrácela Sainte-Chapelle svoje dynastické funkce a zůstala jen poutním místem. Roku 1787, dva roky před revolucí, zakázal král Ludvík XVI. všechny pohřební obřady a za revoluce se horní kaple stala skladištěm, dolní sídlem poslaneckého klubu. Většina soch byla odvezena, některé zničeny a zbytky klenotů a relikviářů se ztratily. Kaple byla ve velmi špatném stavu a mnoho nechybělo, aby byla v rámci výstavby soudního paláce zbořena. Teprve po roce 1830 se vzdělaná veřejnost pod vlivem Prospera Mérimée a hlavně románu Victora Huga Chrám Matky Boží v Paříži začíná o kapli zajímat a vznikají plány na její obnovu. Důkladná rekonstrukce proběhla v letech 1836–1863 a byla do značné míry průkopnickým dílem: s tak rozsáhlými rekonstrukcemi středověkých staveb nebyly téměř žádné zkušenosti. Architekti F. Duban a J.-B. Lassus se velmi snažili obnovit kapli v její středověké podobě a opírali se přitom i o důkladné expertízy a chemické rozbory, barevnost obnovených stěn přesto spíš odpovídá vkusu 19. než 13. století.
Na místě královského Paláce Cité byl vybudován roku 1868 Justiční palác, který skoro zakryl celou Sainte-Chapelle, proto již jako dominanta nepůsobí a je cele viděna pouze z věží katedrály Notre-Dame nebo ze střešní vyhlídky obchodního domu La Samaritaine. Avšak tato nádherná stavba kdysi vévodila celému městu a byla hojně následována v celé západní křesťanské Evropě od několika míst ve Francii až po České království. Kaple vyjadřovala moc francouzského panovníka, jenž se mohl denně modlit k nejcennějším křesťanským relikviím. Inspiroval se jí také král Ludvík XIV. při stavbě svého palácového komplexu ve Versailles.

## Dobové iluminace
Dobový pohled na gotickou Paříž znázorňují iluminace z Přebohatých hodinek vévody z Berry: na pozadí scény sklizně sena je zobrazen královský palác na ostrově Cité, vznosná Sainte-Chapelle a dlouhá mohutná hradba podél břehu řeky Seiny. Na iluminaci Setkání mudrců každý král vede průvod a všechny tři skupiny směřují k ústřední edikule, známé také jako "montjoye", na jejímž vrcholu je hvězda. Mudrci představují tři věkové kategorie života: dospívajícího, muže a starce. Gasparda, mladíka vpravo nahoře, následují dvě černé postavy. Balthasar je muž vlevo a vpravo dole se nachází stařec Melchior (zde v podobě byzantského císaře Manuela II. Palaiologa). Namalována jsou také různá divoká zvířata: gepardi, lev, ještěrka a medvěd.

## Etymologie
Slovo kaple pochází z latinského slova cappella, které původně označovalo relikvii svatého Martina z Tours, jenž se podělil se žebrákem o půlku svého vojenského pláště. Cappella je zdrobnělina od slova cappa znamenající plášť. Přeneseně se tak začalo nazývat i provizorní místo, kde byla svatá relikvie zachované části pláště svatého Martina uchovávána a později se tak nazvaly i všechny menší sakrální prostory.

## Architektura kaple
Starší historici soudili, že Sainte-Chapelle pravděpodobně navrhl Pierre de Montreuil, architekt kláštera Saint-Germain-des-Prés, současní odborníci se spíš kloní k některému ze stavitelů katedrály v Amiens. Kaple je dvoulodní ve dvou patrech, se strmou sedlovou střechou a je 36 m dlouhá, 17 m široká a 42,5 m vysoká. Štíhlá věžička na střeše sahá do výšky 75,75 m. Zvenčí je – kromě kamenných plastik – poměrně strohá, opěrný systém je uspořádán tak, aby co nejméně omezoval plochu oken a přispíval k dojmu lehkosti a štíhlé výšky. Rozdělení do pater je i zvenčí zřetelně patrné a horní patro se výrazně liší tím, jak velkou část plochy stěn zaujímají okna s vitrážemi. Západní průčelí zdobí velká rozeta z 15. století a dvě štíhlé věžičky po stranách, kolem střechy jsou i další kamenné hroty, které tvoří jakousi balustrádu. Vchod do kaple je z nádvoří Justičního paláce západním portálem do dolní kaple.

### Dolní kaple
Dolní kaple sloužila jako farní kostel pro zaměstnance paláce, k liturgickým účelům a jako pohřebiště pro kanovníky. Kaple je 7 m vysoká a její klenby nad poměrně malým a temným prostorem pomáhá podpírat 14 štíhlých sloupů, které naznačují úzké boční lodi. Sloupy působí opticky tak, jako by se nad nimi vznášely lehké baldachýny. Vytvořenou architektonickou iluzi doplňuje zlacení a barevná polychromie, která je ovšem neogotická a i část původních vitráží se nedochovala.
Stejně jako horní patro, má loď se čtyřmi klenebními poli s křížovými žebrovými klenbami a sedmibokou apsidu. Okna s gotickými kružbami jsou podstatně menší než v horní kapli a všechny plochy stěn i klenby jsou pokryty malbami. Hned u vchodu jsou dvě šneková schodiště, která vedou do horní kaple.
Nádhera přízemí byla však jakousi předehrou pro první patro, kde dřív byly uprostřed nesmírné nádhery vystaveny pašijové relikvie včetně trnové koruny.

### Horní kaple
Horní kaple původně sloužila jako schrána na vzácné ostatky a jako královská kaple pro bohoslužby i soukromou pobožnost. Je to jediný, nedělený prostor 20,5 m vysoký se čtyřmi klenebními poli a sedmibokým závěrem, čemuž odpovídá 15 hrotitých oken, vysokých 15,35 m (v závěru jen 13,45 m) a oddělených štíhlými sloupky. Před každým sloupem stojí nadživotní socha jednoho ze dvanácti apoštolů, z nichž dvě třetiny jsou původní. Loď a presbytář nejsou architektonicky odděleny.
Do horní kaple přicházel francouzský král ze svých palácových komnat krytou spojovací chodbou tzv.Galerií obchodníků (Merciére). Zatímco dolní kaple je ponořena do mystického příšeří, horní kaple je zalita zářícím světlem, které vstupovalo do kaple obrovskými barevnými okny, jejichž základní barvy se vyznačovaly hlubokou červení a modří. Skleněné stěny na první pohled působí jako krásné orientální koberce zavěšené v prostoru úctyhodných rozměrů, jehož výška 20,5 m je rovna výšce hlavní lodi katedrály v Noyonu a šířka 10,7 m je stejná jako šířka hlavní lodě katedrály v Laonu.
Patnáct oken je vyplněno barevnými vitrážemi, které mají plochu asi 612 m2 a 1113 jednotlivých polí. Více než dvě třetiny polí jsou původní a tvoří tak nejrozsáhlejší soubor vitráží ze 13. století. Zobrazené scény tvoří jednotný program, který je třeba číst zleva doprava (od prvního okna v severní stěně po první okno v jižní stěně), v rámci téhož okna zleva doprava a zdola nahoru. Na severní stěně jsou scény ze Starého zákona a na jižní stěně z Nového zákona. Některé originály vitráží ze Sainte-Chapelle jsou umístěny v Musée de Cluny. Kaple je považována za skvost vrcholné či rayonantní gotiky, i když patří k jejím nejranějším příkladům.
Na příkaz krále Ludvíka IX. byla kaple trvale osvícena denním i nočním světlem, jehož význam byl hluboce mystický a liturgický, neboť ve svatostánku má být udržován ustavičně svítící kahan (Ex 27, 20 (Kral, ČEP)) a věčné světlo označuje Krista jako pravé světlo (J 1, 9 (Kral, ČEP)), jenž je světlo světa (J 8, 12 (Kral, ČEP)). Okna horní kaple díky velkým hořícím voskovicím zářila do pařížské noci jako obrovský lampion.

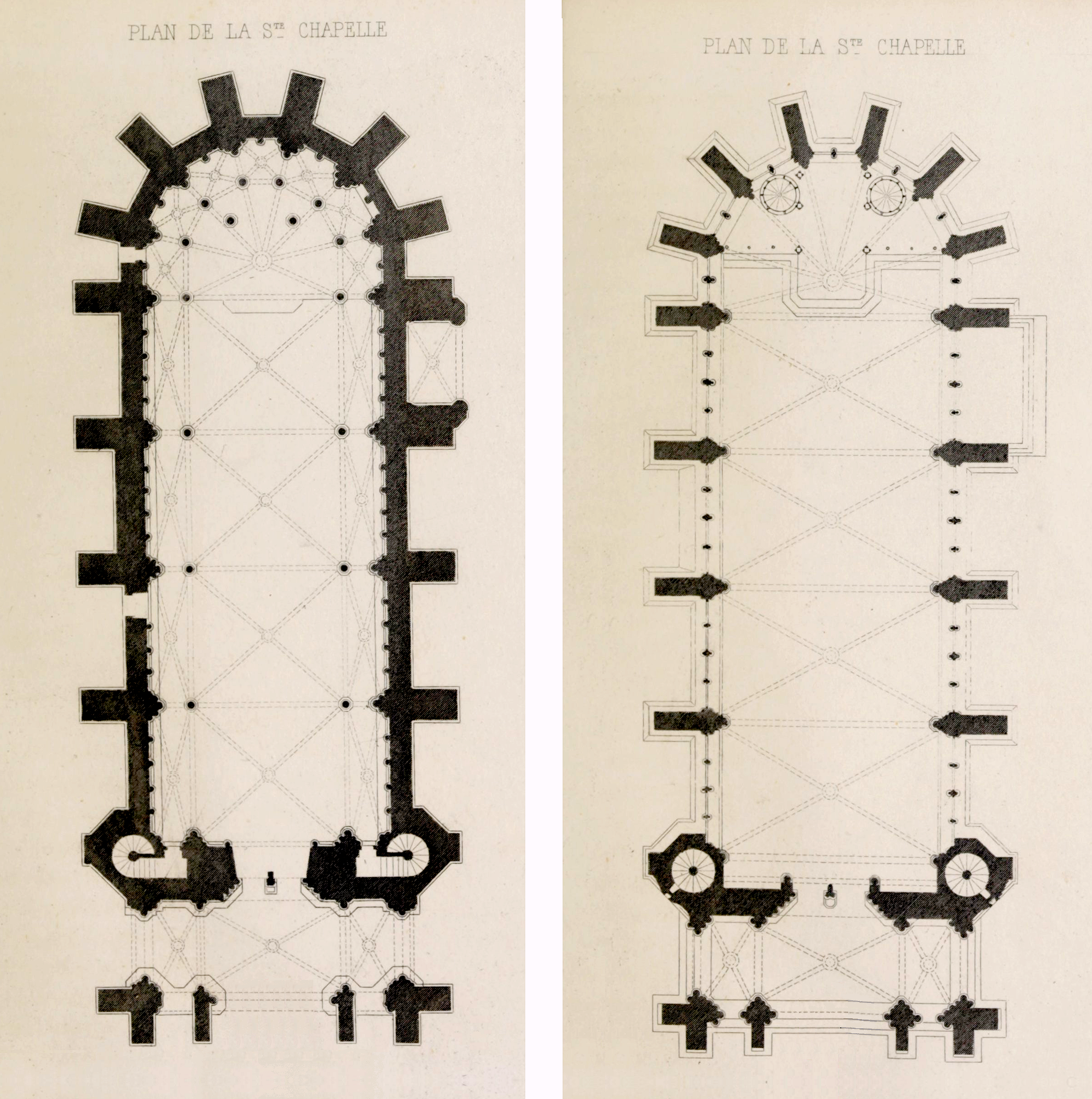
Půdorysy spodní a vrchní kaple
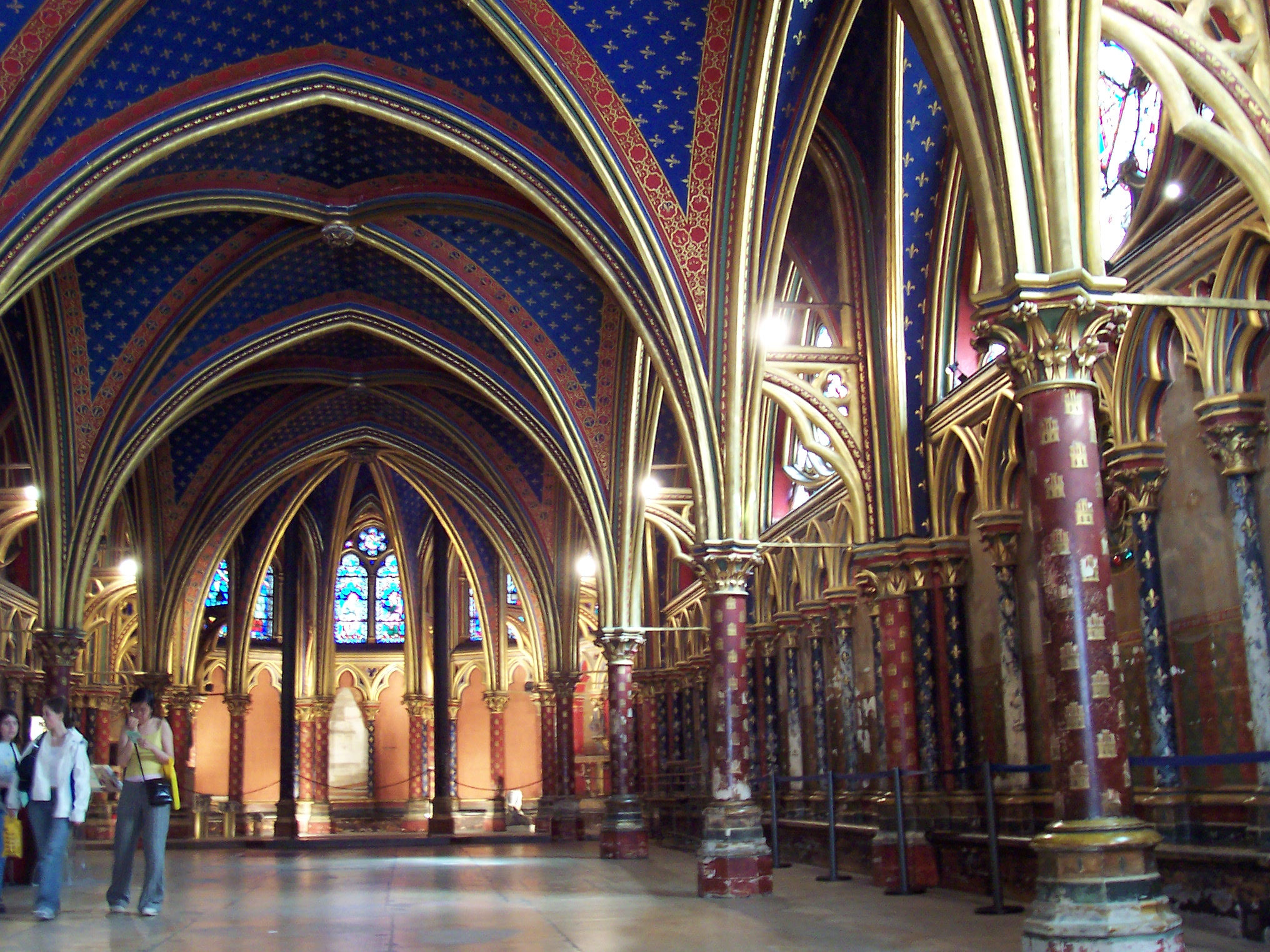
Spodní kaple
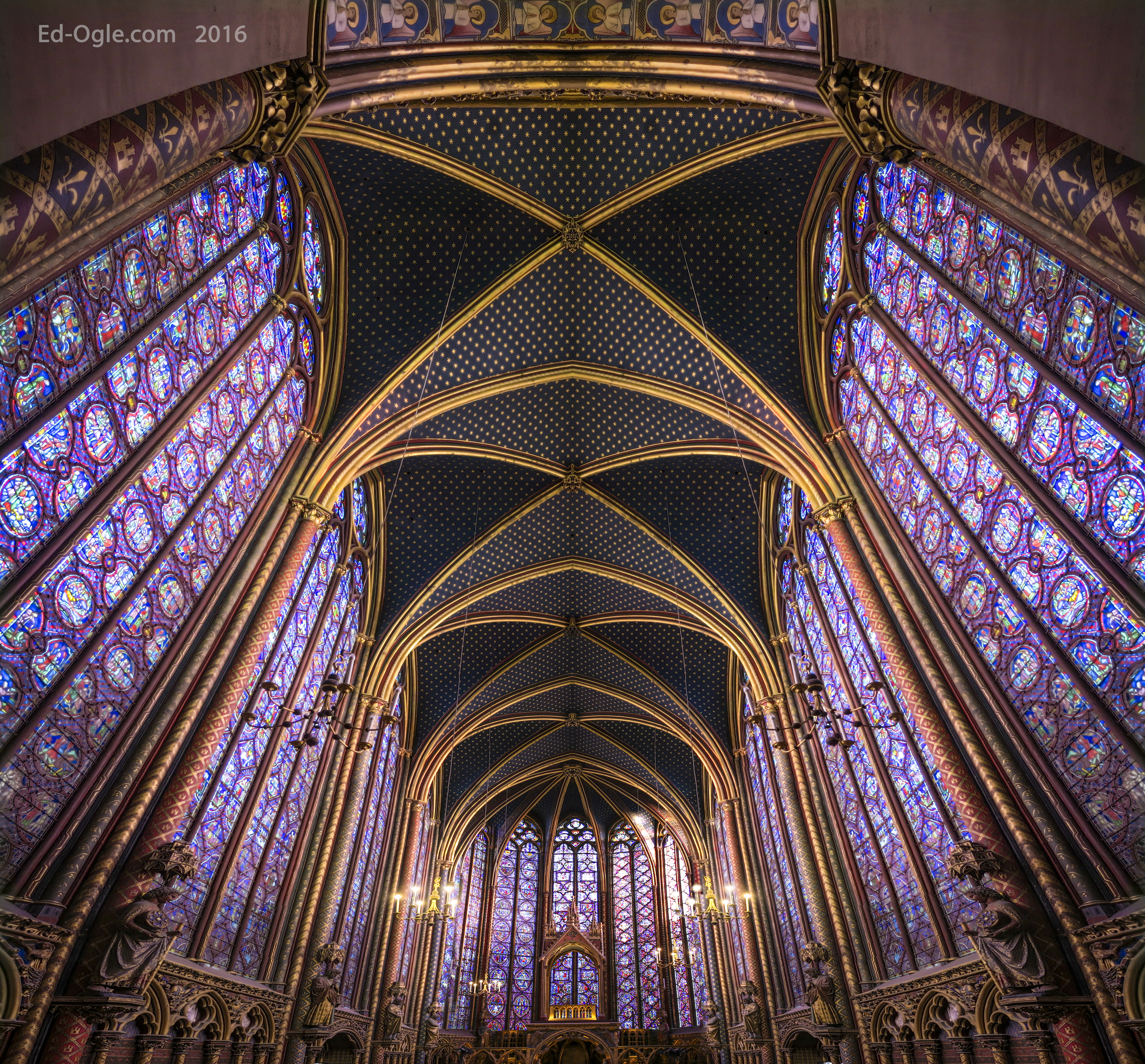
Vrchní kaple
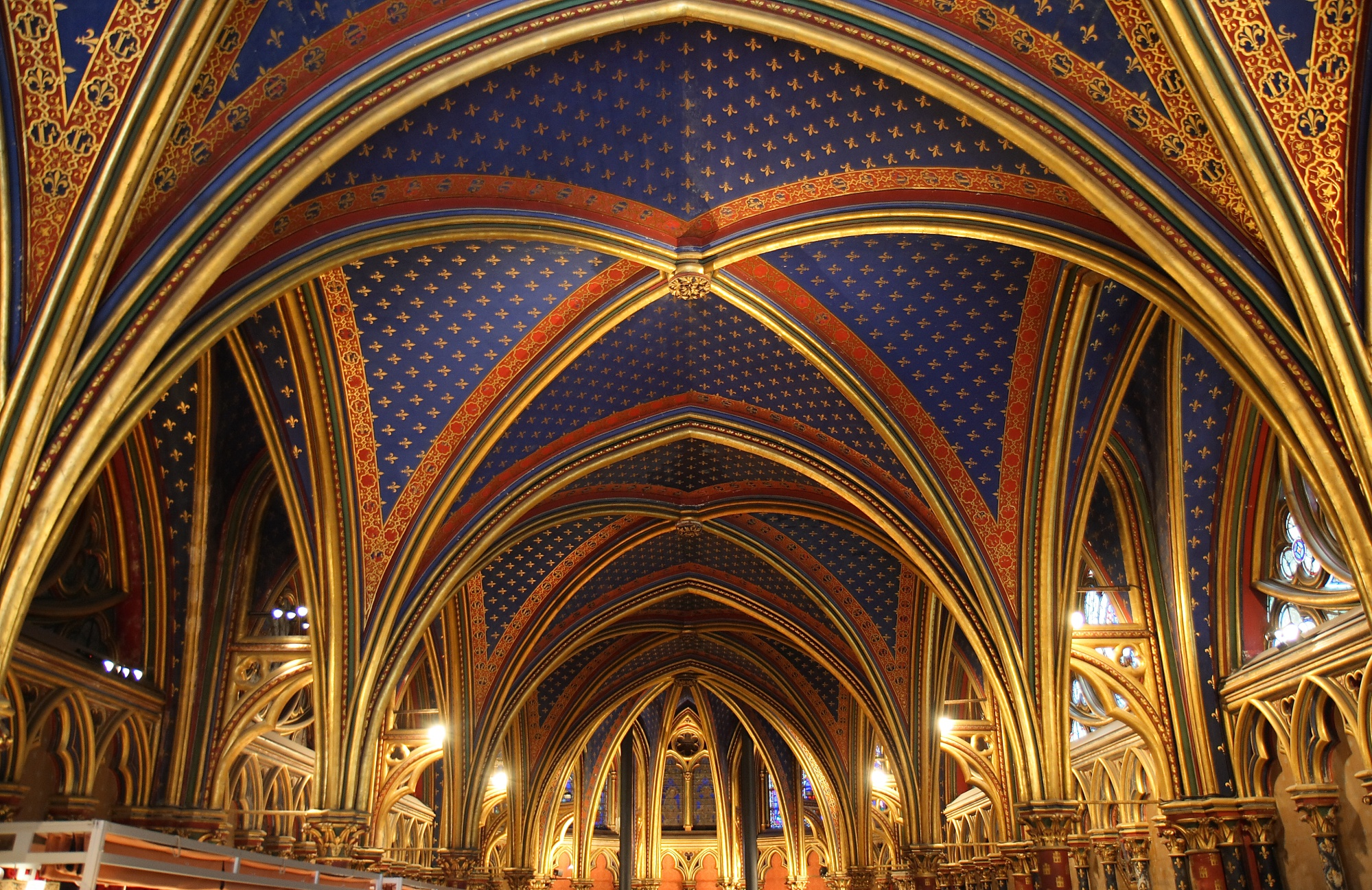
Strop dolní kaple. Klenby zpevňují malé zlacené létací přípory.
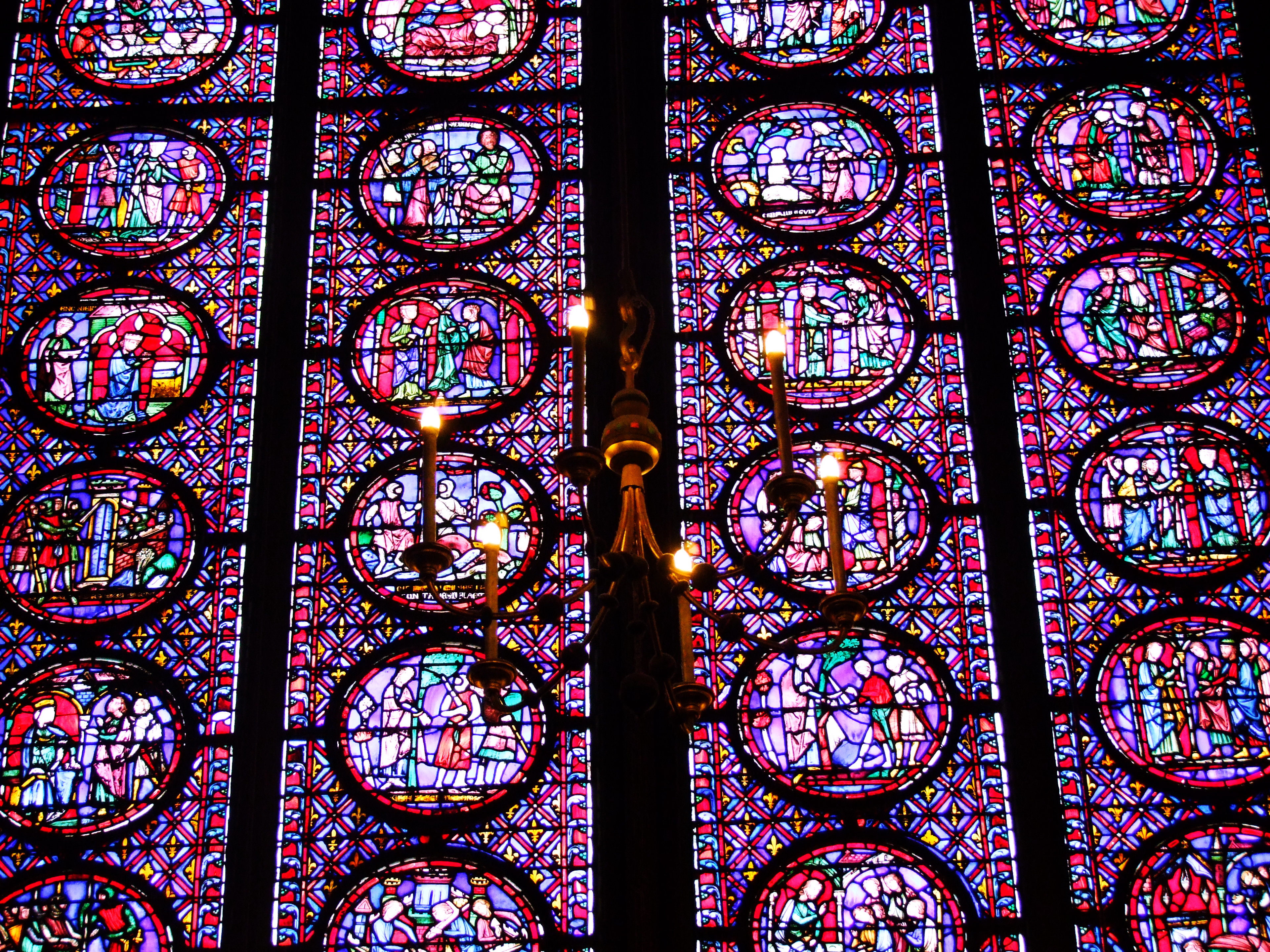
Sainte-Chapelle – barevné vitráže

## Přepych kaple
Sainte-Chapelle působila jako obrovský skleník pod vznášejícími se baldachýny křížové klenby. Vizi, kterou měl Ludvík IX. před očima, byla dvorní palácová kaple byzantských císařů Theotokos Faros (Bohorodičky majáku), o níž francouzský křižák Robert z Clari napsal:
Palác Bukoleonský byl krásný a bohatý, jak vám vypovím. V tomto paláci, kde se usídlil markýz (Bonifác z Montferratu), bylo na pět set komnat, které spolu všechny navzájem souvisely a vesměs byly vyzdobeny pozlacenými mozaikami, a bylo tam dobře třicet kaplí, jak velkých, tak malých; a byla tam jedna, které říkali Svatá kaple (v originále: "Sainte-Chapelle"), která byla tak bohatá a nádherná, že v ní nebyl ani jediný zámek na dveřích, ani jediná závora, zkrátka jediná věc, která se běžně dělá ze železa, jež by nebyla celá ze stříbra, a nebyl v ní jediný sloup, který by nebyl buď z jaspisu nebo z porfyru či z jiných bohatých a drahých kamenů. A podlaha kaple byla z bílého mramoru, tak hladkého a průzračného, že vypadala jako z křišťálu; a tato kaple byla tak bohatá a tak nádherná, že její nesmírnou krásu a velkolepost nebylo možné popsat slovy.
Robert z Clari, Kristova trnová koruna, Peter Kováč, str.45
Král Ludvík chtěl svojí kaplí Sainte-Chapelle vše překonat a tak teolog Jean de Jandun v roce 1323 po spatření Ludvíkovy kaple napsal:
Nejvybranější barvy maleb, drahocenné zlacení soch, nádherná průhlednost kolkolem zářících vitrají, půvabné zdobení oltářů, neobyčejná působivost svatostánku a vnější opracování relikviářů okrášlených třpytnými drahokamy, to vše dává tomuto domu modlitby tak nedostižnou krásu, že když do něj člověk vkročí, připadá si, jako by byl přenesen do nebe, a nikoli neprávem se domnívá, že vstoupil do jedné z nejvýznamnějších komnat ráje.
Jean de Jandun, Kristova trnová koruna, Peter Kováč, str.45
Ve středověku bylo materiální bohatství a lesk považováno za symbol moci, urozenosti a majestátu královského i Božího. Stavba Sainte-Chapelle stála krále 40 tisíc liber tourských a pořízení skříňky ze zlata, stříbra a drahých kamenů pro uložení Kristovy koruny a dalších svatých předmětů stálo 100 tisíc liber.

## Význam kaple
Nádherná palácová kaple, která byla jakýmsi obrovským relikviářem, jejíž umělecká hodnota byla mnohonásobně vyšší než cena použitého materiálu, se stala kultovním i uměleckým atributem křesťanské Francie, která přitahovala pozornost mnoha významných návštěvníků jako byli např. anglický král Jindřich III., jenž přicestoval do města roku 1254; český opat Petr Žitavský z cisterciáckého kláštera na Zbraslavi v létě roku 1334; král a císař Karel IV., který přicestoval v lednu 1378; mistr římského baroka Gian Lorenzo Bernini (1598-1680) nebo benátský vyslanec Girolamo Lippomano.
Po bazilice Saint-Denis – pohřebiště francouzských králů, a katedrály Notre-Dame v Remeši – místa jejich korunovace, se Sainte-Chapelle stala místem mnoha významných událostí jako byly korunovace některých francouzských královen, pohřební ceremonie a jiné liturgické a společenské úkony.

### Galerie

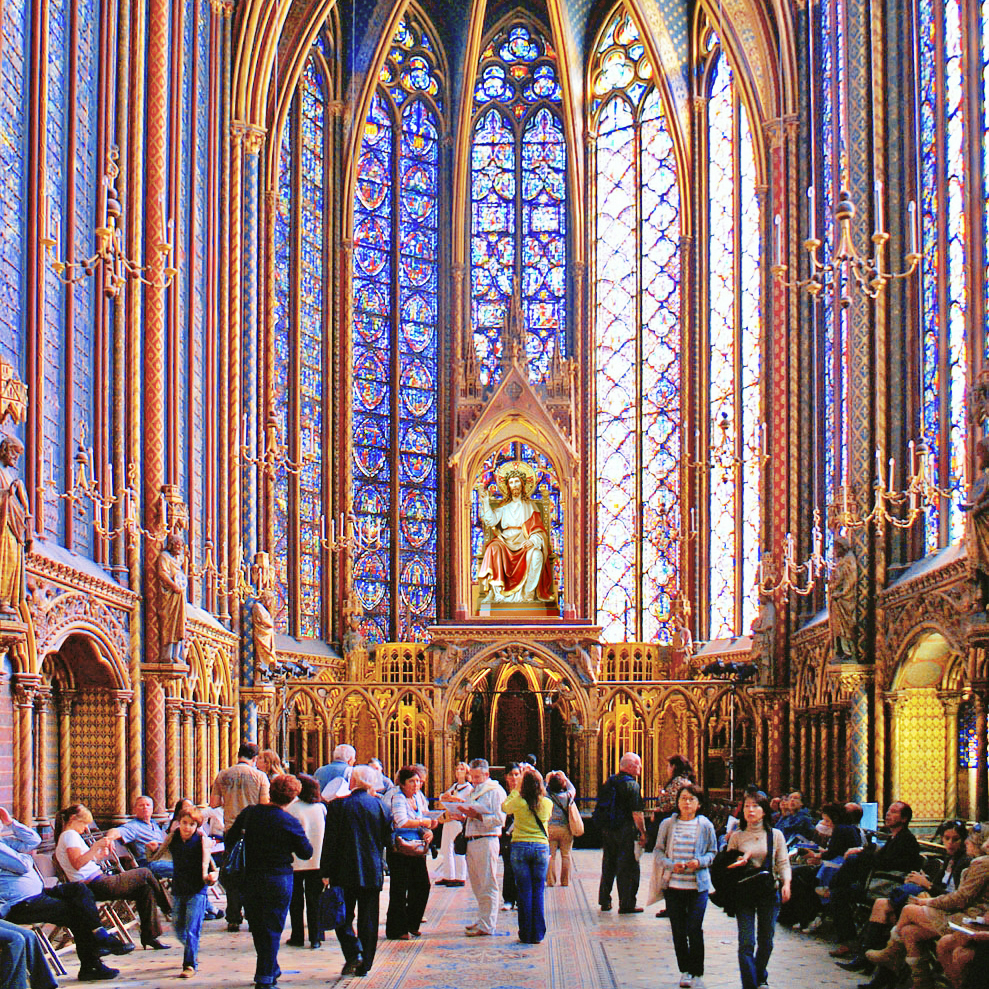
Pohled do závěru
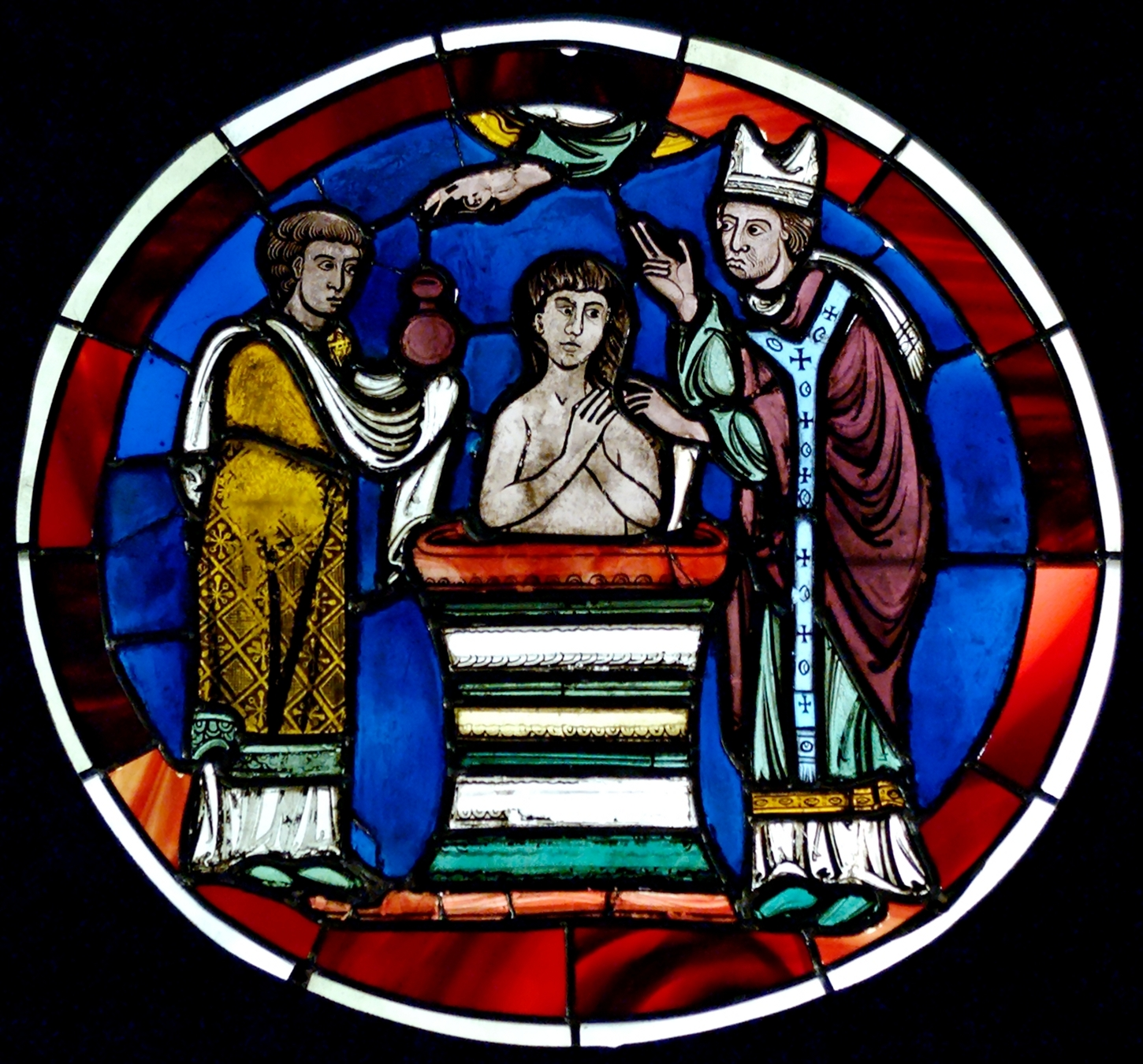
Detail vitráže: liturgický obřad křtu
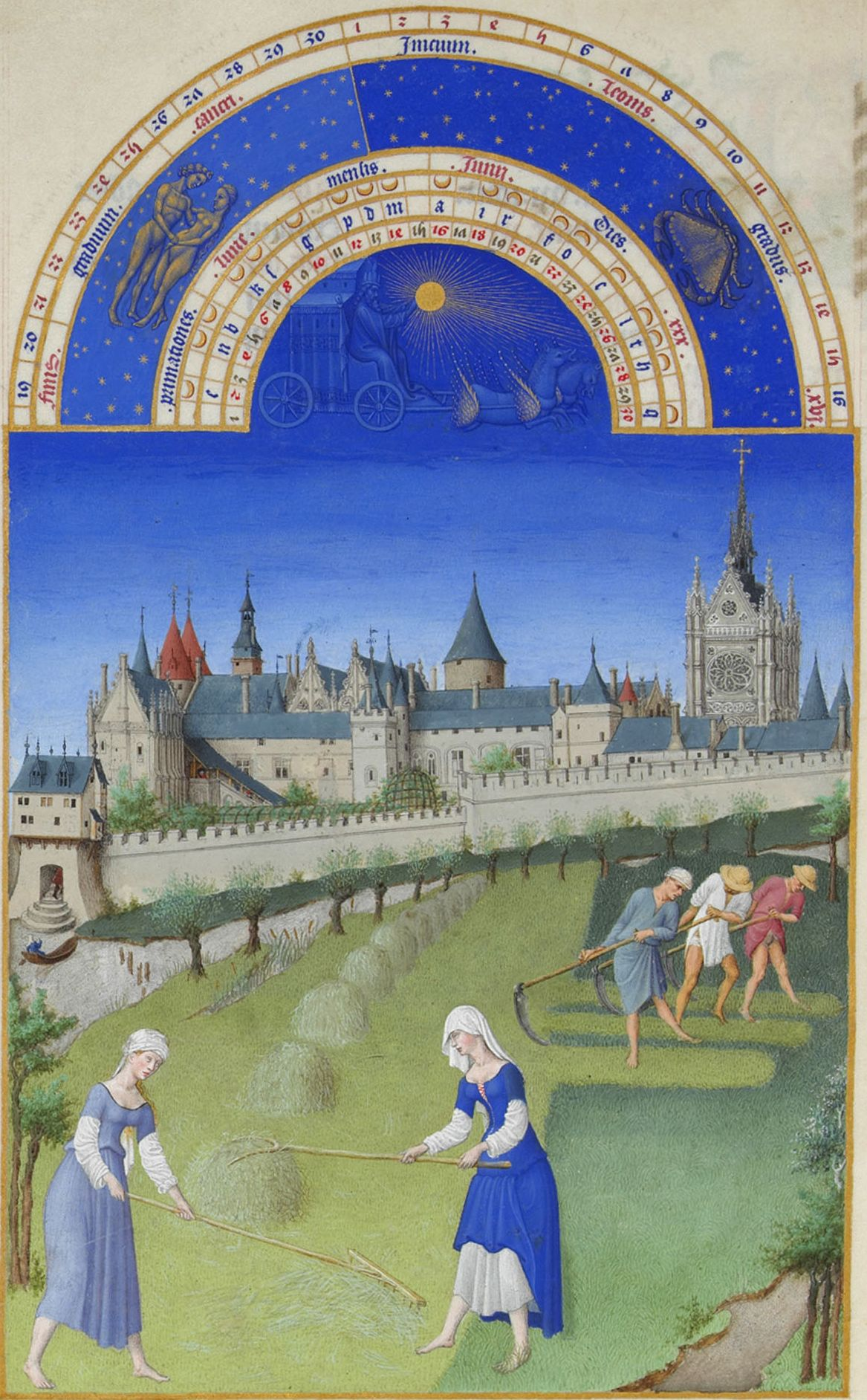
Ilustrace v knize Très Riches Heures du Duc de Berry (cca 1440; ms.65, f.6v)
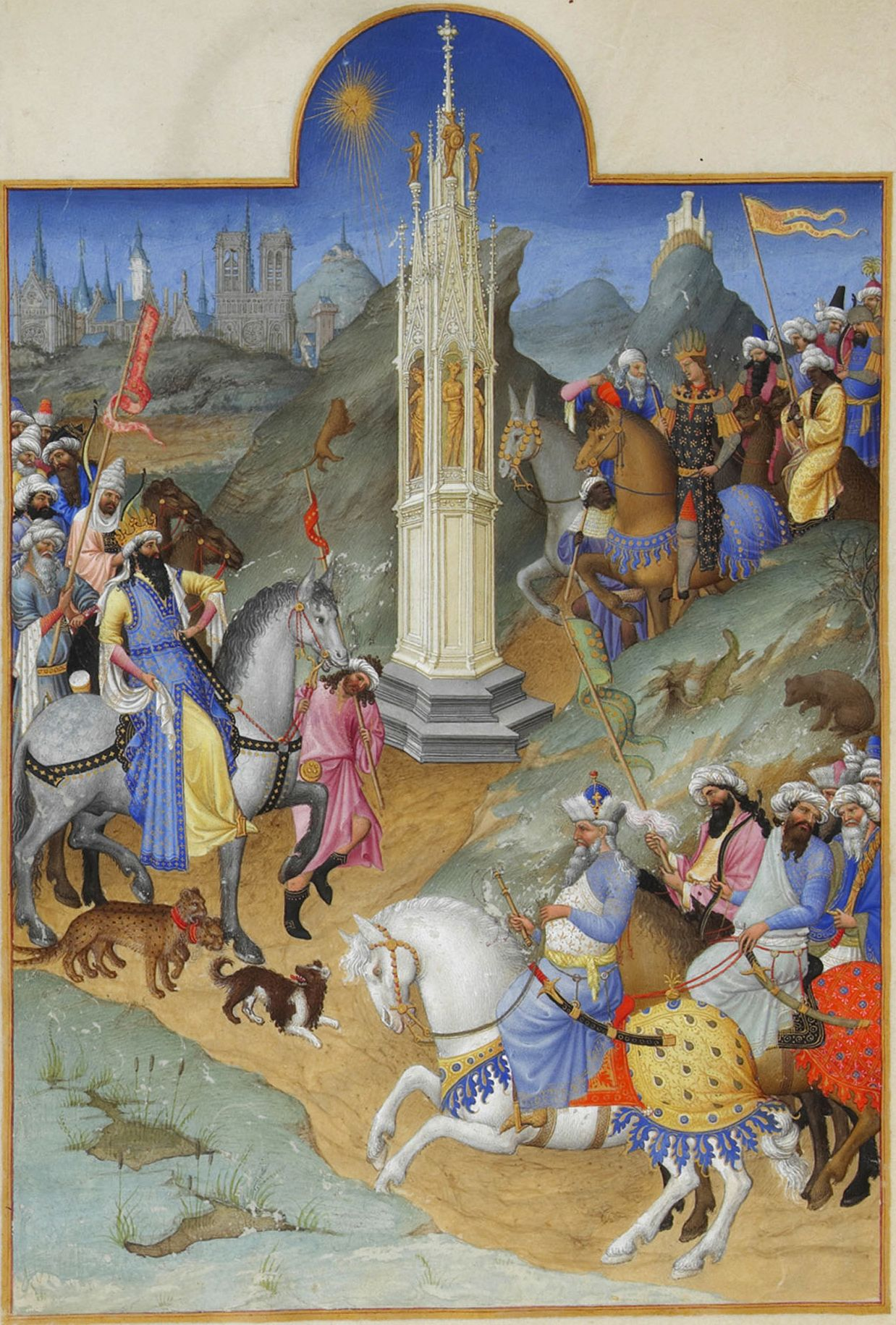
Setkání mudrců – na iluminaci je zobrazena Sainte-Chapelle a v pozadí západní strana katedrály Notre-Dame s rozetou a královskou Galerií obchodníků (folie 51v).
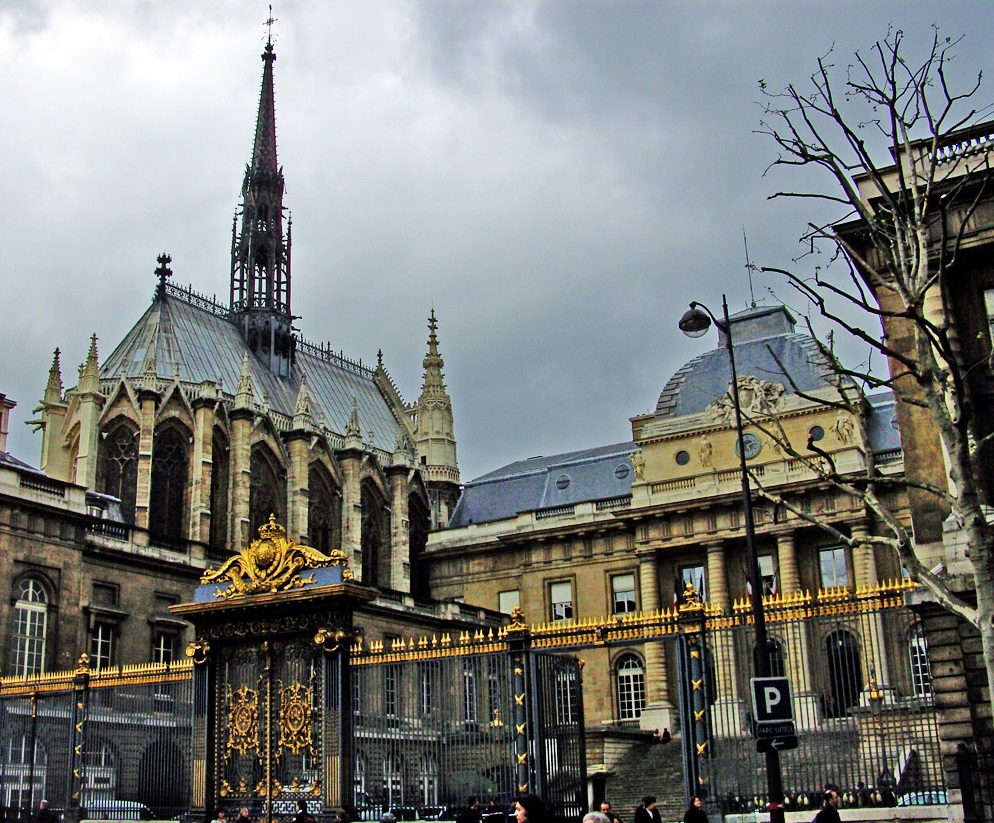
Sainte-Chapelle – pohled z východu